# Гайсель, Иоганн фон
Иоганн фон Гайсель (нем. Johannes von Geissel; 5 февраля 1796, Гиммендильген, курфюршество Пфальц — 8 сентября 1864, Кёльн, королевство Пруссия) — немецкий кардинал. Епископ Шпайера с 19 мая 1837 по 24 сентября 1841. Апостольский администратор и коадъютор, с правом наследования, Кёльна с 24 сентября 1841 по 19 октября 1845. Титулярный архиепископ Иконии с 23 мая 1842 по 19 октября 1845. Архиепископ Кёльна с 19 октября 1845 по 8 сентября 1864. Кардинал-священник с 30 сентября 1850, с титулом церкви Сан-Лоренцо-ин-Панисперна с 19 марта 1857.

## Биография
Прусское правительство было очень довольно его назначением, как средством к прекращению конфликта, возбужденного его предшественником Дросте-Фишерингом. 
Благодаря правительственной поддержке, Гайселю удалось изгнать из учебных заведений всех свободомыслящих профессоров и учителей и заменить их фанатиками-папистами. Под председательством Гайселя в Вюрцбурге состоялся собор немецких епископов, потребовавший независимости церкви от государства. В 1860 г. на местном церковном соборе им был провозглашен догмат непогрешимости папы. Монастыри и церковные школы при нем значительно увеличились в числе. Иезуиты приобрели такую власть, что даже самому Гайселю сделались неудобны.